# Zimbàbue-Rhodèsia
Zimbàbue-Rhodèsia fou el nom que va agafar la república de Rhodèsia de 1979 a 1980 quan el govern blanc va intentar subsistir amb una aliança amb grups moderats negres, que no va reeixir per l'oposició de la resistència armada.
El 24 de novembre de 1977, en una reunió pública a Bulawayo, Ian Smith va anuncia que donava suport al principi d'"un home, un vot". Aquest sobtat canvi precipità negociacions internes amb grups nacionalistes negres no violents liderats per Abel Muzorewa i Ndabaningi Sithole. ZANU i ZAPU foren convidats a la taula de negociacions, però es negaren a participar. El 3 de març de 1978, Smith i tres líders africans moderats, Muzorewa el reverend Sithole i Jeremies Chirau signaren "l'acord de Salisbury", segons la qual un govern interí multiracial es formaria i seria responsable de posar en marxa una nova constitució. A més, Rhodèsia es convertiria en Zimbàbue-Rhodèsia després de les eleccions multiracials per sufragi universal. En concret, el text preveu un president elegit per sufragi universal per un període de deu anys, un parlament bicameral compost per un Senat de 30 membres electes (20 incloent 10 líders tribals negres i 10 blancs) i un conjunt de 100 diputats on 28 de cada 100 escons serien reservats per als blancs (només el 3% de la població) per un període de deu anys. Els altres 72 diputats serien elegits en una llista general perquè tots els adults, independentment del seu color de pell, tindria una veu. L'Acord intern fou molt mal percebut a l'estranger, ja que la policia, l'exèrcit, la judicatura i l'administració pública seguirien sent controlats per blancs durant almenys 5 anys. No obstant això, el 21 de març de 1978, el primer govern multiracial de Rhodèsia es va formar amb un Consell Executiu de Transició que reuneix els signants de l'acord de Salisbury.
El setembre de 1978 la situació militar sobre el terreny degenerava i mostrava la vulnerabilitat de la societat civil. Així el 3 de setembre, un avió de passatgers d'Air Rhodèsia amb 59 passatgers i membres de la tripulació, va ser abatut poc després d'enlairar-se de l'aeroport de Llac Kariba per míssils terra-aire disparats per guerrilles de la ZIPRA. Dels 18 supervivents, 10 foren després assassinats per kalashnikov per membres de la guerrilla. Joshua Nkomo va reivindicar la destrucció en ple vol de l'aeronau, però va negar que els supervivents haguessin estat sacrificats pels seus homes. El primer ministre Ian Smith va declarar la llei marcial i va fer incursions a les bases guerrilleres.
A l'octubre de 1978, convidats per 27 senadors americans, Smith, líder dels blancs, i Muzorewa i Sithole, dirigents de faccions negres, anaren als Estats Units per buscar un acord, amb mediació de Henry Kissinger, l'ex president Gerald Ford, l'ex vicepresident Nelson Rockefeller, l'ex secretari del tresor, John Connally i altres incloent Ronald Reagan, futur president. Allí es va acceptar de fet a Rhodèsia sense tenir en compte el boicot internacional i les protestes britàniques.
El 30 de gener de 1979 l'acord intern de Salisbury fou aprovat en referèndum pel 84,4% de l'electorat blanc. Smith encara esperava que Nkomo s'unís al procés. No obstant això, l'acord va ser repudiat per la resta dels moviments negres, les Nacions Unides i el Regne Unit. El 12 de febrer de 1979, un segon avió civil fou abatut per la ZIPRA prop de les Cataractes Victòria. Tots els passatgers van morir a l'explosió. Per a Smith, en endavant qualsevol negociació secreta amb Nkomo és impossible i immoral. Alhora, Nkomo rebutja qualsevol solució legal i pacífica per prendre el poder, perquè per la seva banda, la ZANU va demanar a la reunió africana d'Addis Abeba ajut a Cuba i l'URSS. El 28 de febrer de 1979, es dissol la Parlament.
Smith va organitzar les primeres eleccions multiracials en la història del país que es van celebrar del 17 al 21 d'abril de 1979. Com era d'esperar, el Front de Rhodèsia (blanc) va guanyar 28 escons reservats per als blancs, mentre que el United African National Council (UANC) de Muzorewa encapçalà la votació popular amb un 67% de vots (amb una taxa del 64% de la participació electoral). Muzoreva va guanyar 51 escons i 12 Sithole. Les eleccions foren qualificades de "farsa" per la resolució 423 del Consell de Seguretat de l'ONU i foren boicotejada pel Front Patriòtic de Zimbàbue (l'oposició armada negra). Per la seva banda, Sithole, va quedar sorprès que el seu partit només va obtenir 12 escons contra 51 per UANC, i va desautoritzar l'acord, afirmant que l'elecció va ser manipulada a favor de Muzorewa. Per la seva banda, Robert Mugabe, el cap de l'altra facció del Front Patriòtic, va qualificar al bisbe de "titella neocolonial" i va dir que la lluita de la ZANLA continuaria "fins a l'últim homme. Nkomo va fer el mateix per al ZIPRA. Per a un grup d'observadors del Partit Conservador britànic, les eleccions d'abril 1979 van ser tanmateix justes i el nou primer ministre conservador, Margaret Thatcher, considerava aixecar les sancions internacionals. Per la seva banda, el Senat dels Estats Units va aprovar una resolució demanant al president Jimmy Carter a fer el mateix i reconèixer Zimbàbue-Rhodèsia. No obstant això, no es van prendre mesures i va arribar l'1 de juny de 1979, el dia de la creació oficial de Zimbàbue-Rhodèsia, Muzorewa es va convertir en primer ministre al capdavant d'un govern de coalició UANC-RF integrat per dotze negre-cinc blancs. Smith va ser nomenat ministre sense cartera, però Joshua Nkomo va dir "és el ministre amb totes les carteres". El primer president negre, Josiah Gumede, va ser nomenat i va succeir al darrer president blanc del país; una nova bandera nacional va ser adoptada al setembre.

Bandera de Zimbàbue-Rhodèsia

Per la república Sudafricana el govern de Zimbàbue-Rhodèsia és l'arquetípic govern moderat desitjable. Per l'ONU, no és més que un nou règim il·legítim. La manca de reconeixement internacional i la pressió de la guerrilla impedeix que el nou govern adquireixi legitimitat i encara més quan Smith segueix sent l'home fort del règim en el govern. Per tant, als EUA, les sol·licituds d'aixecament de les sancions aprovada pel Senat el 12 de juny de 1979 per 75 vots contra 19, van ser rebutjades pel president Jimmy Carter. El Senat intenta anul·lar el veto presidencial, però la Cambra de Representants va donar suport al president dels Estats Units que creia que les eleccions d'abril 1979 no havien estat "ni just ni equilibrades" cosa que el president dels Estats Units va dir en persona a Muzorewa quan aquest va viatjar a Washington l'11 de juliol de 1979.
Al Regne Unit, Lord Carrington, el nou ministre d'Exteriors britànic, no obstant, va dir que el govern Muzorewa era "l'autoritat legítima" de Rhodèsia del Sud i que per tant necessitava ajuda per resoldre el problema del país. Observant el fracàs del seu projecte d'establir una constel·lació d'estats amics, el govern del nou primer ministre sud-africà Pieter Willem Botha va forçar a Muzorewa i Smith a tornar de nou a la taula de negociacions amb el Regne Unit i les altres parts negres de l'oposició. Fou acceptat perquè si bé les sancions no han doblegat Rhodèsia si que l'han debilitat considerablement després de quinze anys d'independència amb boicot internacional i l'assetjament dels moviments guerrillers ha crescut, de manera que els blancs cansats han començat a emigrar deixant un balanç negatiu entre arribades/naixements i sortides/defuncions des de 1975.
Després de la reunió dels caps de govern de la Commonwealth a Lusaka a l'agost de 1979, el secretari de Relacions Exteriors britànic Peter Carrington convida al Govern de Muzorewa i al Front Patriòtic a la conferència de Lancaster House a Londres, el 10 de setembre. Smith és part de la delegació. Les negociacions són difícils i per evitar el bloqueig, en particular del Front Patriòtic, el Parlament britànic va aprovar una llei que dona al govern britànic al dret d'acordar unilateralment a Zimbàbue-Rhodèsia la independència. Diversos punts, però, van trobar acord ràpidament, incloses les disposicions que es van incloure en l'acord intern de Salisbury. Per tant, el principi d'una declaració dels drets humans i la garantia que els propietaris serien compensats en qualsevol reforma agrària duta a terme per l'estat, van quedar escrits. També es va decidir reservar als blanc 20 dels 100 escons de l'assemblea futura per un període d'almenys set anys i fer complir l'alto el foc entre les dues parts. Les noves eleccions s'haurien de celebrar i un governador britànic seria nomenat per un breu període de transició. El projecte de constitució d'un futur Zimbàbue fou aprovat el 18 d'octubre de 1979.
Fins al 30 de novembre, la guerra de Rhodèsia del Sud va deixar 19.500 víctimes entre els negres (10.300 guerrillers i 7.500 civils) i 953 víctimes entre els blancs i les forces de seguretat (dels quals 480 soldats, blancs o negres i 473 civils blancs).